# 豊橋市立嵩山小学校
豊橋市立嵩山小学校（とよはししりつ すせしょうがっこう）は、愛知県豊橋市嵩山町にある公立小学校。

## 校区
- 嵩山町が校区であり、公立中学校の進学先は豊橋市立石巻中学校である。
- 2020年（令和2年）の児童数は73名であり、豊橋市内の小学校では最も児童数は少ない。豊橋市の特認校に指定されており、豊橋市内の児童なら一定の条件で特別に入学、転校が認められている。[1]。
- 旧・八名郡石巻村の小学校であった。

## 沿革
- 1873年（明治6年） - 嵩山学校として開校。
- 1878年（明治11年） - 嵩山村、月ヶ谷村、長彦村が合併し、嵩山村となる。
- 1887年（明治20年） - 尋常小学嵩山学校に改称する。
- 1889年（明治22年）10月1日 - 町村制により、嵩山村が発足。
- 1892年（明治25年） - 八名郡嵩山尋常小学校に改称する。
- 1903年（明治36年） - 玉川村、三輪村、嵩山村で組合を設立し、三か村組合立高等小学校を設立する。
- 1906年（明治39年）7月1日 - 多米村、三輪村、西郷村、玉川村、嵩山村が合併し、石巻村が発足。
- 1907年（明治40年） - 三か村組合立高等小学校が廃校となる。石巻村立嵩山尋常小学校に改称する。
- 1941年（昭和16年）4月1日 - 嵩山国民学校に改称する。
- 1947年（昭和22年）4月1日 - 石巻村立嵩山小学校に改称する。
- 1955年（昭和30年）4月1日 - 石巻村が豊橋市に編入される。同時に豊橋市立嵩山小学校に改称する。
- 1972年（昭和47年） - プールが完成する。
- 1976年（昭和51年） - 体育館が完成する。
- 1982年（昭和57年） - 新校舎（鉄筋コンクリート造）が完成する。

## 交通アクセス
- 豊鉄バス豊橋和田辻線「嵩山中村」バス停より徒歩約8分。

東海道新幹線・東海道本線・飯田線・名鉄名古屋本線豊橋駅から【72系統・73系統】「嵩山」行。